# WISE Audit
WISE Audit（ワイズ オーディット）は、2003年に発売を開始した高速検索とフィルタリング機能を備えたメールアーカイブソリューション。
2007年11月29日に株式会社コンピュータシステムエンジニアリングは『WISE Audit』の特許権・著作権を所有し、商標権を株式会社エアーと共有することとした。
SMTPメールサーバだけでなく、ExchangeサーバやDominoサーバ環境も含む、数十人規模から数万人規模までの約507社への販売実績を持つ。セキュリティ対策・コンプライアンス対策として有効なだけでなく、アーカイブに蓄積されたメールを管理者、またはメール送受信者本人が、簡単な操作で検索して再送信できるメール復元機能も備えており、問題発生時だけではなく日常的にも有用なメールアーカイブ製品としての評価を得ている。また、V6.0からは、単一企業向けのシングルモデルと、SaaS/ASP事業者・グループ企業向けの複数テナントに対応したマルチモデルを提供している。
なお、開発元であるコンピュータシステムエンジニアリングは、2013年10月に株式会社日立システムズエンジニアリングサービスに社名変更され、サービス・販売は同社が管理している。

## 概要
- 機能 ： メールアーカイブ機能（堅牢な格納方式、多機能検索など）、メールフィルタ機能
- オプション ： eディスカバリオプション、パーソナル検索オプション、Exchangeサーバ対応、Lotus Dominoサーバ対応、個人保留キューオプション（誤送信防止）、時間差配送オプション
- 導入効果 ： 内部統制システムの構築、情報漏えい防止、各種コンプライアンスの対応、不適切メールの抑止、メール復元

## バージョン
- WISE Audit Ver. 5.0

2009年6月リリース。
- WISE Audit Ver. 5.1

2010年11月リリース。
- WISE Audit Ver. 5.2

2011年5月リリース。
- WISE Audit Ver. 5.3

2012年6月リリース。
- WISE Audit Ver. 6.0

2014年3月リリース。
eディスカバリオプションリリース。
V6.0よりWISE Auditマルチテナントエディションを統合し、WISE Auditマルチモデルで同一機能を提供。
- WISE Audit Ver. 6.2

2016年6月リリース。
- WISE Audit Ver. 6.3

2017年7月リリース。